# Lynn Compton
Lynn "Buck" Compton (Los Angeles, 31 december 1921 - Burlington, 26 februari 2012) was een Amerikaans soldaat en jurist. Tijdens de Tweede Wereldoorlog vocht hij in Easy Company van het 506th Parachute Infantry Regiment, 101e Luchtlandingsdivisie, beschreven in het boek en de televisieserie Band of Brothers. Compton was de hoofdaanklager in het proces tegen Sirhan Sirhan, de moordenaar van Robert F. Kennedy.

## Tweede Wereldoorlog
Tijdens de Tweede Wereldoorlog was Compton tweede luitenant van Easy Company. Hij ontving een Silver Star voor zijn deelname aan de acties in Manoir de Brécourt op D-Day, waarbij Duitse kanonnen die gericht waren op Utah Beach onschadelijk werden gemaakt. Buck Compton raakte tijdens Operatie Market Garden in Nederland gewond. Gedurende de slag om de Ardennen verliet Compton Easy Company met psychische problemen. Volgens de televisieserie keerde Compton aan het einde van de oorlog, toen Easy zich in Oostenrijk bevond, terug bij de paratroepers. In werkelijkheid verbleef Compton na zijn herstel tot aan het eind van de oorlog in Parijs als sportactiviteitenbegeleider van Amerikaanse troepen, nadat hij bij toeval een oude kennis was tegengekomen. Deze Chuck Eisenmann, net als Compton een honkbalspeler, bezorgde hem het baantje. Samen met hem keerde hij eind december 1945 per victory-schip terug naar de Verenigde Staten. Achteraf gezien, zo zegt Compton in zijn memoires, had hij er spijt van. "I wish I had returned to the outfit and resisted Chuck Eisenmann's offer of a transfer. I wish I had just gone back and rode it out with Easy Company. Maybe then there would be no need today to explain all this stuff about my mental health."

## Na de oorlog
Na de oorlog ging Compton aan de slag bij de Los Angeles Police Department en Loyola Law School in Los Angeles. Later kwam hij bij de rechtbank van de staat Californië terecht, waar hij in 1968 hoofdaanklager was tegen Sirhan Sirhan. In 1970 werd Compton door Ronald Reagan, de toenmalige gouverneur van Californië, aangesteld als rechter van het California Court of Appeals. Compton ging in 1986 met pensioen en overleed op 26 februari 2012 in Burlington (Washington, VS).

## Band of Brothers
In de miniserie Band of Brothers wordt het personage van Lynn 'Buck' Compton vertolkt door acteur Neal McDonough.

## Decoraties
- Silver Star
- Bronze Star Medal with one Oak Leaf Cluster
- Purple Heart
- American Campaign Medal
- American Defense Service Medal
- European-African-Middle Eastern Campaign Medal with arrow device (airborne assault) and 3 campaign stars
- World War II Victory Medal (United States)
- Presidential Unit Citation (2)
- Combat Infantryman Badge
- with two Stars
- Medal of a liberated France
- Croix de guerre
- Army of Occupation Medal